# Domingo Salerno
 Domingo Salerno (1884 - Buenos Aires, Argentina, 1 de julio de 1969) fue un guitarrista y compositor dedicado al género del tango. 

## Actividad profesional
Comenzó su actividad como guitarrista en 1907 en San Pedro, provincia de Buenos Aires, integrando un trío con Francisco Canaro en violín y un músico apodado El Cuervo, en flauta. En 1912 participó en otro trío con Canaro, esta vez con Augusto Pedro Berto en bandoneón, para actuar en el palco del Café Venturista, sito en la avenida Triunvirato (actualmente avenida Corrientes) y Serrano. Posteriormente, con el agregado de José Fuster en flauta, el ahora cuarteto tocaba  en el Café De los Loros (así llamado por la nutrida concurrencia de empleados de la empresa Lacroze que usaban uniformes verdes) ubicado en Corrientes y Medrano. Al mismo tiempo participaba con Berto en las grabaciones del Quinteto Criollo Augusto para el sello Atlanta.
En1913 estuvo actuando con Berto y Antonio Scatasso en mandolín en el Café del Parque, junto a Berto y Antonio Scatasso en mandolín y en 1917 conformó otro trío con el bandoneonista José Servidio y Rafael Iriarte, El Ratita.
En 1920 fue uno de los fundadores de la Asociación Argentina de Autores y Compositores de Música.

## Labor como compositor
Entre sus obras se destaca el tango, Marianito, valorada como su mejor obra, que Carlos Di Sarli grabó en dos oportunidades con su orquesta. Otros tangos de su autoría que se recuerdan son Buen gaucho, Caprichosa, Es el destino, Gurrumina, La Lora, que compuso en honor al bailarín Egidio Scarpino que tenía ese apodo, Noche callada, Ñanduty, Peor es nada, Raimundo, Siempre firme, El tropezón, Vadarkablar, La vendedora de Harrods, Vuelo nocturno y la milonga  Soy la milonga del centro.
Domingo Salerno murió en Buenos Aires el 1° de julio de 1969 y sus restos fueron sepultados en el panteón de SADAIC, en el cementerio de la Chacarita.